# Idioma kumbainggar
El idioma Gumbaynggir (también escrito Gumbaingari, Kumbainggar, Kumbaingeri, Gambalamam, y también llamado Baanbay ) es una Lengua aborigen australiana hablada por los Gumbaynggirr, que son nativos de la Mid North Coast de Nueva Gales del Sur. Gumbaynggir es el único idioma sobreviviente en la familia Gumbaynggírica de Lenguas pama-ñunganas.

## Fonología

### Vocales
|         | frontal | central | posterior |
| ------- | ------- | ------- | --------- |
| Cerrada | i iː    |         | u uː      |
| Abierta |         | a aː    |           |

### Consonantes
|             | Labial | Alveolar/ Retrofleja | Palatal | Velar |
| ----------- | ------ | -------------------- | ------- | ----- |
| Oclusiva    | b      | d                    | ɟ       | ɡ     |
| Nasal       | m      | n                    | ɲ       | ŋ     |
| Lateral     |        | l                    |         |       |
| Vibrante    |        | r                    |         |       |
| Aproximante | w      | ɻ                    | j       |       |

Las oclusivas sonoras también se pueden realizar como sonidos sin voz [p, k, c, t], cuando ocurren en posiciones intervocálicas.

## Revitalizacion
La revitalización organizada de Gumbaynggir ha estado en marcha desde 1986 cuando se fundó la Cooperativa de Cultura y Lengua Aborigen Muurrbay en Nambucca Heads. Las clases en Gumbaynggir se imparten a través del Instituto de TAFE de la Costa Norte hasta el nivel de Certificado II.
Muurrbay and Many Rivers Aboriginal Language Center (MRALC) apoya la revitalización del idioma aborigen a través de actividades que incluyen:
- Proporcionar acceso a conocimientos lingüísticos y formación para los aborígenes.
- Registrar idiomas siempre que sea posible y ayudar con el acceso a materiales de archivo, proporcionando una base de almacenamiento regional para estos materiales.
- Producir materiales lingüísticos como diccionarios o listas de palabras, gramáticas, guías del alumno, transcripciones y traducciones.
- Brindar acceso a la comunidad a los idiomas mediante el uso y ayudar a las comunidades a utilizar tecnologías de la información como: Transcriber, Shoebox, Powerpoint y Adobe Audition.
- Contratación de lingüistas, investigadores de lenguas aborígenes y especialistas en tecnologías de la información y la comunicación.
- Sensibilizar a la comunidad en general sobre el valor de las lenguas aborígenes.

En los últimos años, la Corporación Aborigen Bularri Muurlay Nyanggan (BMNAC), establecida en 2010 por Gumbaynggirr y el hombre de Bundjalung Clark Webb, ha realizado grandes esfuerzos para revitalizar el idioma Gumbaynggirr. El BMNAC comenzó en 2010 cuando se establecieron dos centros de aprendizaje extraescolares en la reserva aborigen de Wongala Estate y Woolgoolga High School. En 2012 se estableció un tercer centro de aprendizaje extraescolar en la escuela primaria William Bayldon en Sawtell.
Esfuerzos adicionales de la BMNAC vieron la apertura de la Escuela de la Libertad Gumbaynggirr Giingana en febrero de 2022. La primera escuela primaria bilingüe indígena independiente en operar en Nueva Gales del Sur.  La escuela atiende a estudiantes de K-2 y opera bajo el espíritu de "Bularri Muurlay Nyanggan", que significa "Dos caminos fuertes" en el idioma Gumbaynggirr.

## Financiación
Muurrbay Aboriginal Language and Culture Cooperative Ltd en Bellwood recibe fondos de las siguientes organizaciones gubernamentales:
- El gobierno australiano tiene un programa de Apoyo a los Idiomas Indígenas (ILS) que otorga dinero a recursos digitales y multimedia impulsados por la comunidad como una herramienta para el mantenimiento, la reactivación y el desarrollo de los idiomas nativos.[6]
- El Departamento de Asuntos Aborígenes de Nueva Gales del Sur ha financiado la Escuela de Verano de Idiomas Aborígenes con sede en Muurrbay Centre Sídney.[7]

En noviembre de 2011, el gobierno australiano declaró un Área Indígena Protegida para el pueblo Gumbaynggirr. La Ley de Áreas Indígenas Protegidas protege la tierra nativa de los indígenas australianos. La protección de la tierra se relaciona con las creencias espirituales del pueblo Gumbaynggirr y al proteger la tierra, el gobierno está ayudando a revitalizar su cultura.